# Claudio Morandini
Œuvres principales
Le chien, la neige, un pied
Claudio Morandini, né le 8 mai 1960 à Aoste, est un écrivain italien.

## Biographie
Il est professeur de lettres et de latin au lycée « Édouard Bérard » à Aoste. Il se consacre d'abord à l'écriture de comédies pour la radio et le théâtre, pour ensuite travailler sur la nouvelle et, plus tard, sur le roman.
Le roman Rapsodia su un solo tema. Colloqui con Rafail Dvoinikov (2010) a été traduit en espéranto.
Avec le roman Neve, cane, piede, il remporte la XXIXe édition du prix « Procida-Isola di Arturo-Elsa Morante », dans la section fiction. Sur l'initiative « Modus Legendi », le livre atteint la cinquième position du classement de la fiction italienne et la septième position du classement général des livres les plus vendus. En mars 2017, le roman sort en France chez les éditions Anacharsis.
Le roman Les Pierres (2017) est traduit en France en mars 2019 (où il est sélectionné au Prix Littéraire Marco Polo Venise et au Prix Hors Champ) chez Anacharsis.
En septembre 2018, son premier roman pour enfants, Le maschere di Pocacosa, est publié chez les éditions Adriano Salani dans la collection promue par le Club alpin italien.
En 2019 la maison d'édition Bompiani publie son roman Gli oscillanti, qui sort en France chez les éditions Anacharsis en 2021.
Le chien, la neige, un pied est réédité en édition de poche par l'éditeur Anacharsis en janvier 2021, et en octobre de la même année, le livre remporte le Prix Lire en Poche de littérature traduite.
Tous ses livres sont traduits en français par Laura Brignon.

## Œuvre

### Romans
- Nora e le ombre, Palomar, 2006,  (ISBN 88-7600-173-5)
- Le larve, Pendragon, 2008,  (ISBN 978-88-8342-648-3)
- Rapsodia su un solo tema. Colloqui con Rafail Dvoinikov, Manni, 2010,  (ISBN 978-88-6266-242-0)
- Il sangue del tiranno, Agenzia X, 2011,  (ISBN 978-88-95029-48-1)
- A gran giornate, La Linea, 2012,  (ISBN 978-88-97462-20-0)
- Neve, cane, piede, Exòrma Edizioni, 2015,  (ISBN 978-88-98848-24-9). Nouvelle édition : Bompiani, 2021,  (ISBN 978-88-301-0669-7)
- Le pietre, Exòrma Edizioni, 2017,  (ISBN 978-88-98848-43-0)
- Gli oscillanti, Bompiani, 2019,  (ISBN 978-88-452-9551-5)
- Catalogo dei silenzi e delle attese, Bompiani, 2022,  (ISBN 978-88-301-0570-6)
- La conca buia, Nottetempo, 2023,  (ISBN 979-12-5480-084-3)

### Ouvrage delittérature d'enfance et de jeunesse
- Le maschere di Pocacosa, Salani Editore, 2018,  (ISBN 978-88-938-1632-8)

### Traductions en français
- Le chien, la neige, un pied, Anacharsis, 2017,  (ISBN 9791092011463)[7]. En poche : Anacharsis, 2021,  (ISBN 9791027904105)
- Les pierres, Anacharsis, 2019,  (ISBN 9791092011746)
- Les Oscillants, Anacharsis, 2021,  (ISBN 9791027904174)
- Choses, bêtes, prodiges, Anacharsis, 2024,  (ISBN 9791027904679)[8].

## Prix et sélections
Pour Neve, cane, piede :
- Premio Procida-Isola di Arturo-Elsa Morante (2016)[9]
- Finaliste du prix littéraire Città di Lugnano (2016)
- Sélectionné pour le prix Bookciak. Azione! (2016)
- Sélectionné pour le Modus Legendi (2017)

Pour Snow, dog, foot (traduction anglaise) :
- Peirene Stevns Translation Prize (2019, au Royaume-Uni)
- Finaliste du John Florio Prize (2022, au Royaume-Uni)

Pour Le chien, la neige, un pied (traduction française) :
- Prix Lire en Poche (2021)

Pour Les Pierres (traduction française) :
- Finaliste du Prix Littéraire Marco Polo Venise (2019)
- Finaliste du Prix Hors Champ (2020)